# Priscilla Baker
Pour les articles homonymes, voir Baker.
Priscilla Baker est une chimiste sud-africaine, professeur de chimie analytique à l'université du Cap-Occidental. Elle est co-dirigeante de SensorLab, une plateforme de recherche en électrochimie qui travaille sur des matériels électrodynamiques et des capteurs. Elle est membre actif de l'Académie des sciences d'Afrique du Sud, du réseau European Scientific Network for Artificial Muscles (ESNAM) et de l'IRSES (Marie Curie International staff exchange scheme).

## Carrière
Priscilla Baker obtient son BSc à l'université du Cap avec une spécialité en sciences de l'atmosphère et de l'océan. Elle est la seule femme noire de sa classe. Elle complète sa formation par un diplôme national en chimie analytique à l'université de technologie de la péninsule du Cap. Elle s'intéresse à l'électrochimie et obtient un MSc de l'université du Cap-Occidental avec une thèse sur l'évaluation des traces de métal dans l'atmosphère. En 2004, elle obtient, à l'université de Stellenbosch, un doctorat en chimie dans le domaine des nouveaux composites d'oxyde d'étain métallique utilisés comme anodes pour la dégradation du phénol.
En 2014, elle reçoit le Distinguished Woman Scientist Award (« prix de la femme scientifique éminente ») dans la catégorie physique et sciences de l'ingénieur lors de la cérémonie annuelle Women in Science.
Elle est nommée directrice du Southern African Systems Analysis Centre (SASAC) en novembre 2017.